# واوکلس ات بفکورت
واوکلس ات بفکورت (به فرانسوی: Vaucelles-et-Beffecourt) یک کمون در فرانسه است که در پیکاردی واقع شده‌است.

## خصوصیات
واوکلس ات بفکورت ۴٫۰۳ کیلومترمربع مساحت و ۲۱۵ نفر جمعیت دارد و ۶۴ متر بالاتر از سطح دریا واقع شده‌است.